# بوبي بيكر
بوبي بيكر (بالإنجليزية: Bobby Baker)‏ هو شخصية أعمال وسياسي أمريكي، ولد في 12 نوفمبر 1928 في إيسلي في الولايات المتحدة، وتوفي في 12 نوفمبر 2017 في سانت أوغسطين في الولايات المتحدة بسبب مرض. حزبياً، نشط في الحزب الديمقراطي.